# ملعب درنة
ملعب درنة هو ملعب يقع في مدينة درنة، ليبيا. وهو ملعب متعدد الاستخدامات لكن يستخدم غالبًا لاستضافة مباريات كرة القدم للنادي الأفريقي الليبي ونادي دارنس، ويتسع ل7000 متفرج.